# Безлісний (Ульяновська область)
Безлісний (рос. Безлесный) — селище в Майнському районі Ульяновської області Російської Федерації.
Населення становить 247 осіб. Входить до складу муніципального утворення Вировське сільське поселення.

## Історія
Від 2004 року входить до складу муніципального утворення Вировське сільське поселення.

## Населення
| 2010 |
| ---- |
| 247  |